# Gusztáv féltékeny
A Gusztáv féltékeny a Gusztáv című rajzfilmsorozat ötödik évadának ötödik epizódja.

## Rövid tartalom
Gusztáv féltékeny. Amikor beigazolódni látja gyanúját még a sírból is visszatér. 

## Alkotók
- Rendezte: Ternovszky Béla, Tóth Sarolta
- Írta: Nepp József,Ternovszky Béla
- Dramaturg: Lehel Judit
- Zenéjét szerezte: Pethő Zsolt
- Operatőr: Klausz András
- Kamera: Székely Ida
- Hangmérnök: Bársony Péter
- Vágó: Czipauer János
- Tervezte: Tóth Sarolta
- Háttér és képterv: Csík Márta
- Rajzolta: Danyi Gabriella, Révész Gabriella
- Színes technika: Kun Irén
- Gyártásvezető: Marsovszky Emőke
- Produckció vezető: Gémes József

A Magyar Televízió megbízásából a Pannónia Filmstúdió készítette.